# Attentat du 3 juin 2017 à Londres
L'attentat du 3 juin 2017 à Londres est une série d'attaques terroristes islamistes ayant eu lieu dans le nord de Southwark, dans le centre-sud de la capitale britannique, au Royaume-Uni, le soir du 3 juin 2017. Cette série débute par l'utilisation d'un véhicule-bélier qui fauche plusieurs passants à proximité du pont de Londres, puis se poursuit par des attaques au couteau à Borough Market.
Le bilan fait état de huit morts (hors terroristes) et quarante-huit blessés. Les trois terroristes ont été abattus par la police huit minutes après le premier appel.

## Contexte
L'attentat survient à quatre jours des élections législatives anticipées au Royaume-Uni. 
C'est le troisième acte terroriste commis en quelques mois au Royaume-Uni. Le 22 mars 2017, près du Parlement de Westminster, un homme avait alors fauché cinq personnes. Le 22 mai à Manchester, un attentat-suicide à la sortie d'un concert d'Ariana Grande avait, quant à lui, fait 23 morts.
Selon la Première ministre britannique Theresa May, depuis le mois de mars, cinq autres projets d'actes terroristes ont été déjoués en Grande-Bretagne.

## Déroulement des faits

Déroulement des attentats

### Pont de Londres
À 22 h 8 UTC+1, la police est alertée après que des témoins ont rapporté la course d'un véhicule heurtant des piétons sur le pont de Londres. Une camionnette Renault de location se dirige vers la rive sud de la Tamise, et des personnes présentes sur le pont ont indiqué aux médias avoir vu le véhicule « zigzaguer » de manière à renverser le plus de piétons possible. Sur Borough High Street (en), la camionnette quitte accidentellement la chaussée, heurtant une clôture et le poteau d'un feu de circulation et ses occupants l'abandonnent sur un trottoir devant le pub et restaurant The Barrowboy & Banker situé au numéro 8 de l'artère, puis se dirigent à pied vers Borough Market. La police arrive sur place en moins de quatre minutes et déploie un important dispositif.

### Borough Market

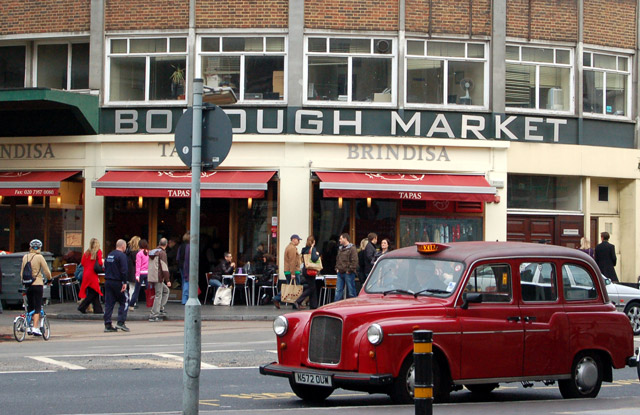
Borough Market et le restaurant Brindisa, un des établissements attaqués.

Plus tard, les trois hommes, armés de couteaux et portant apparemment des gilets explosifs, arrivent dans le secteur de Borough Market. À Stoney Street, ils s'attaquent à des passants et à des clients et membres du personnel des restaurants Brindisa, El Pastor Tapas, Roast, Elliot’s, Black and Blue et du pub The Wheatsheaf. La police indique dans un premier communiqué détaillé : « les suspects ont alors quitté le véhicule, et un certain nombre de personnes ont été poignardées, dont un officier en service de la police britannique du transport, en intervention à la suite de l'incident du London Bridge »,.
À 23 h 46, un tweet de la police londonienne demande aux habitants de se barricader.

### Interventions de la police
Des policiers armés répliquent rapidement, se retrouvant face à trois suspects, tous des hommes, qui sont abattus à 22 h 16 UTC+1. Les suspects ont ainsi été empêchés de nuire « dans les huit minutes suivant le premier appel », selon les services de sécurité londoniens. Les individus abattus étaient vêtus de vestes qui semblaient munies d'explosifs, mais il est ensuite apparu que cet attirail était factice. Le lendemain, la police de Londres précise qu'environ cinquante balles ont été tirées pour abattre les trois suspects. Un passant a été touché par l'un des tirs.

## Enquête
Le texte peut changer fréquemment, n’est peut-être pas à jour et peut manquer de recul. 
Le titre et la description de l'acte concerné reposent sur la qualification juridique retenue lors de la rédaction de l'article et peuvent évoluer en même temps que celle-ci.

### Enquête britannique
La police confirme rapidement, après l'attaque du pont de Londres, que deux autres agressions ont eu lieu dans la capitale, à Borough Market et dans le quartier de Vauxhall. 
La Première ministre, Theresa May, indique à 1 h 38 que les attaques sont considérées comme un possible acte de terrorisme.
La police confirme à 1 h 51 qu'il s'agit d'attaques terroristes, mais précise que l'incident de Vauxhall n'est pas lié aux attaques du pont de Londres et de Borough Market,.
La secrétaire d'État à l'Intérieur Amber Rudd déclare le 4 juin : « nous n'avons pas de doutes  sur le fait que c'étaient des terroristes islamistes radicaux. » Les enquêteurs ont rapidement pris connaissance de l’identité des trois assaillants et ont préféré attendre la fin des opérations pour divulguer ces informations.
Le 4 juin 2017, Mark Rowley (en), assistant de la chef de police londonienne Cressida Dick, révèle que sept femmes et cinq hommes âgés de 19 à 60 ans ont été arrêtés à Barking et qu'un homme de 55 ans a ensuite été relâché sans être poursuivi.
Le 5 juin 2017 vers 4 h 15 UTC+1, la police londonienne indique avoir mené de nouvelles perquisitions et plusieurs arrestations dans les quartiers de Newham et Barking. Au soir de ce même jour, elle divulgue les noms de deux des trois auteurs de l'attaque. Le lendemain l'identité du troisième assaillant est divulguée. Il s'agit de :
- Khuram Shazad Butt, un citoyen britannique d'origine pakistanaise ;
- Rachid Redouane, ce dernier étant également doté d'une fausse identité[15] ;
- Youssef Zaghba, un Italien né d'un père marocain et d'une mère italienne[16].

Les conditions de leur rencontre restent à élucider, alors qu'aucun lien tangible avec Daech n'est encore retrouvé. La police révèle le 10 juin que les trois auteurs avaient tenté en vain de louer un camion de 7,5 tonnes, qui aurait pu causer encore plus de victimes, comme ce fut le cas à Nice en 2016. La camionnette utilisée contenait une dizaine de cocktails Molotov dans son coffre.

### Enquête française
La section antiterroriste du parquet de Paris a ouvert une enquête habituelle dans ces circonstances pour « tentatives d’assassinat en lien avec une entreprise terroriste » puisque plusieurs Français ont été victimes des assaillants.

## Revendication
Le lendemain des attentats, à 23 h 28, l'État islamique revendique les attentats via son agence de presse Amaq et indique qu'ils ont été perpétrés par une cellule dormante. Malgré cette revendication formelle, aucun indice n'est trouvé dans les jours suivant l'attentat de relations entre les trois auteurs de l'attaque et un commanditaire au Royaume-Uni ou à l’étranger

## Bilan
Le bilan reste provisoire, mais la police britannique confirme la mort de onze personnes dont les trois auteurs et quarante-huit blessés dont quatre officiers de police. Un de ces officiers est un agent de police des transports qui a tenté de s’interposer sans armes face aux assaillants, il a été grièvement blessé au visage et à la jambe,,. Les blessés ont été répartis dans cinq établissements différents de la ville.
Cet attentat a provoqué la disparition de :
- Canada : Christine Archibald, 30 ans, Canadienne de Castelgar en Colombie-Britannique, est morte dans les bras de son fiancé Tyler Ferguson après avoir été percutée par la camionnette des terroristes.
- France : Sébastien Belanger, 36 ans, Français originaire d'Angers[23]. Il a été tué à la terrasse du Boro Bistro accompagnés d'amis français qui ont été blessés.
- France : Alexandre Pigeard, 27 ans, Français de Colleville-Montgomery dans le Calvados. Il travaillait au Boro Bistro, un restaurant situé près du London Bridge. Il a été poignardé au cou[24] par les terroristes dès le début de l'attaque, alors qu'il travaillait à la terrasse[25] et est mort presque instantanément quand les équipes de secours sont arrivées[26].
- France : Xavier Thomas, 45 ans, Français en week-end à Londres avec sa compagne. Le couple se promenait sur le London Bridge et l'enquête conclut que Xavier Thomas « ait été percuté par le véhicule » utilisé dans l’attaque « et ait été projeté dans la Tamise ».
- Australie : Kirsty Boden, 28 ans, Australienne de Loxton, en Australie du Sud, infirmière du Guy’s Hospital[27], a été poignardée alors qu’elle venait en aide aux personnes renversées par la camionnette des assaillants sur le London Bridge.
- Espagne : Ignacio Echeverria, 39 ans, un banquier espagnol de HSBC qui tentait de s'interposer sur son skateboard entre un terroriste et une femme poignardée dans le Borough Market[28].
- Royaume-Uni : James McMullan, 32 ans, Britannique, il passait sa soirée au pub Barrowboy and Banker, près du London Bridge. Alors que James McMullan est sorti fumer sur la terrasse, il meurt écrasé par la camionnette des terroristes qui finit par s'encastrer sur la façade du pub Barrowboy and Banker. Il a été identifié grâce à une carte de crédit retrouvée sur lui.
- Australie : Sara Zelenak, 21 ans, Australienne de Brisbane. Elle a été renversée par le camion des terroristes sur le London Bridge, où elle se trouvait avec des amis.

| Nationalité                    | Morts | Blessés | Total |
| ------------------------------ | ----- | ------- | ----- |
| France                         | 3     | 8       | 11    |
| Australie                      | 2     | 2       | 4     |
| Royaume-Uni                    | 1     | 6       | 7     |
| Espagne                        | 1     | 1       | 2     |
| Canada                         | 1     | 0       | 1     |
| Allemagne                      | 0     | 2       | 2     |
| Nouvelle-Zélande               | 0     | 2       | 2     |
| Bulgarie                       | 0     | 1       | 1     |
| Grèce                          | 0     | 1       | 1     |
| Danemark                       | 0     | 1       | 1     |
| Roumanie                       | 0     | 1       | 1     |
| Inconnue                       | 0     | 23      | 23    |
| Toutes nationalités confondues | 8     | 48      | 56    |

## Réactions

### Réactions des autorités politiques
- Allemagne : la chancelière fédérale Angela Merkel déclare : « nous sommes aujourd'hui liés au-delà de toutes les frontières par l'effroi et le deuil mais aussi par la détermination. Je le confirme pour l'Allemagne : dans le combat contre toute forme de terrorisme, nous sommes résolument aux côtés de la Grande-Bretagne. »[36]
- Australie : Malcolm Turnbull, le premier ministre australien, déclare « du fond du coeur, condoléances et affection à toutes les victimes et au peuple britannique »[37]
- Autriche : le président Alexander Van der Bellen condamne « dans les termes les plus forts cet acte lâche » et déclare sa « solidarité avec le peuple britannique »[37]
- Belgique : le premier ministre belge Charles Michel déclare « une nouvelle tragédie à Londres, nous sommes tous aux côtés du Royaume-Uni »[38]
- Canada : Justin Trudeau, le premier ministre canadien, déclare : « terribles nouvelles de Londres. »[3]
- Espagne : le président du gouvernement espagnol Mariano Rajoy déclare « Je suis avec préoccupation les attaques de Londres, triste information. Notre solidarité et soutien aux autorités et au peuple britannique »[39]
- États-Unis : Donald Trump déclare : « Nous devons être judicieux, vigilants et résistants. Nous avons besoin des tribunaux pour nous rendre nos droits. Nous avons besoin de l'interdiction de voyager en tant que niveau de sécurité supplémentaire. Quoi que les États-Unis peuvent faire pour aider Londres et le Royaume-Uni, nous serons là. Nous sommes avec vous, que Dieu vous protège. »[40],[41]
- France : le président de la République Emmanuel Macron déclare : « Face à cette nouvelle tragédie, la France est plus que jamais aux côtés du Royaume-Uni. Mes pensées vont aux victimes et à leurs proches.  »[42]
- Russie : Vladimir Poutine a exprimé « ses profondes condoléances au peuple britannique et condamné l'attentat terroriste commis à Londres il y a quelques heures »[37]
- Union européenne : Jean-Claude Juncker, président de la Commission européenne, déclare : « Je suis avec horreur les derniers événements de Londres. Pensées et prières sont avec les victimes et leurs familles. »[3]

### Réactions sur les réseaux sociaux
Le réseau social Facebook a activé son « contrôle d'absence de danger » (safety check). Ce service permet à chaque utilisateur géolocalisé dans les zones dangereuses de signaler à ses amis qu’il est en sécurité.